# Honda HSV-010 GT
Der Honda HSV-010 GT ist ein Prototyp-Rennwagen, der von Honda für Werkseinsätze der japanischen Super-GT-Serie entworfen und im Januar 2010 vorgestellt wurde. HSV steht dabei für Honda Sports Velocity.
Der Rennwagen ist unter anderem in den Videospielen Gran Turismo 5, Gran Turismo 6 und Grid Autosport verfügbar.

## Geschichte
Am 23. Oktober 2009 gab Honda bekannt, dass der vorher eingesetzte Honda NSX Super GT zurückgezogen wird, da im neuen Reglement der Super GT nur noch Fahrzeuge mit Frontmotor und Hinterradantrieb zugelassen sind. Diese Regel erfüllte der Mittelmotor-Sportwagen NSX nicht. Gleichzeitig gab Honda bekannt, dass man in der Serie weiterhin vertreten sein werde und ein neues Fahrzeug entwickeln würde. Dieses würde auf dem im Zug der Finanzkrise gestoppten und zur Serienreife entwickelten „New NSX“-Sportwagen basieren. Obwohl alle Super-GT-Rennwagen von Toyota/Lexus (SC430) und Nissan (GT-R) auf Serienwagen basieren, durfte Honda nun einen Wagen einsetzen, den es nicht als Straßenversion gibt.
Bereits in der Saison 2010 konnte das Team Weider Honda Racing mit einem Honda HSV-010 GT sowohl die Fahrer- als auch die Teammeisterschaft gewinnen. In der Saison 2014 wurde der Honda HSV-010 GT durch den Honda NSX Concept-GT ersetzt.

## Technik
Angetrieben wird der HSV-010 GT von einem HR10EG genannten V8-Motor mit 3,4 Liter Hubraum und einem Zylinderwinkel von 90°, der eine Leistung von mehr als 370 kW (~500 PS) und ein maximales Drehmoment von fast 400 Nm liefert.